# Bernardo Bobić
Bernardo Bobić (Bubich, Budich) (* ? - † Zagreb, oko 1695.), bio je hrvatski barokni slikar i pozlatar, koji je slikao uglavnom po Zagrebu i bližoj okolici.

## Život i djelo
O njegovom školovanju i djetinstvu još uvijek ne znamo gotovo ništa, spominje se u jednom dokumentu iz Zagreba 1683. godine. (kupoprodajni ugovor za kupnju kuće u Radićevoj ulici). Pouzdano se zna da je radio kao slikar i pozlatar u Zagrebu između 1680.  - 1692. (Malar na Kaptolu stojeći, pictor et civis areae Nostre Capitularis)
1680. godine polikromirao je drvene skulpture i pozlatio Oltar sv. Dionizija za crkvu sv Katarine u Zagrebu. Za taj oltar naslikao je 1683.  dvije slike na platnu za koje sa sigurnošću znamo da su njegovo djelo Silazak duha svetoga i Judita i Holofern. 
Njemu se pripisuju i tri oltarne slike na drvu ( od pet sačuvanih) za oltar sv. Marije u zagrebačkoj katedrali (Komersteinerov oltar), sa scenama iz života svetice. Na ovim slikama vidi se vidan napredak, vjerojatno je na to utjecao zajednički rad s ljubljanskim slikarom Ivanom Eisenhortom. Njih dvoje trebali su zajednički izvesti oltar, pozlatiti ga, obojati drvene skulpture i izvesti svaki po šest slika na drvu. Oltar je dovršen 1688. godine.
Njegovo najvažnije djelo je ciklus od 12 oltarnih slika (sačuvano je 10) za oltar svetog Ladislava u zagrebačkoj katedrali (danas se nalazi u Muzeju grada Zagreba). 
Na tim slikama su scene iz života kralja Ladislava, osnivača biskupije u Zagrebu. 
Bobić je bio slikar na kojeg su utjecali venecijanski slikari 16. stoljeća Tizian, Tintoretto i Palma Mlađi, ali je on to slikarstvo prihvatio i usvojio preko posrednih veza iz Slovenije i Austrije.
Unatoč nekim nedorečenostima i nesavršenosti, Bobićev rad prikazuje, neosporni talent, i želju prema slobodnom izražavanja unutar glavnih crta baroknog manirizama.

## Vanjske poveznice
- O Bernardu Bobiću na portalu Answerscom
- Ivan Komersteiner - Ikonograf čudesno obnovljenog Hrvatskog Kraljevstva, Hrvatsko slovo, br. 1099 i br. 1100, 13. 5. 2016. i 20. 5. 2016.